# Franz Orgler
Franz Orgler (* 22. August 1914 in Barmen; † 13. Januar 2015 in Båstad, Schweden) war ein deutscher Leichtathlet, der sich auf den 400- und 800-Meter-Lauf spezialisiert hatte.

## Familie
Orgler wurde am 22. August 1914 als Sohn des jüdischen Rechtsanwalts Kurt Orgler und seiner Frau Adle (geb. Blumenthal) im heutigen Wuppertaler Stadtteil Barmen geboren. Mit einem Bruder und zwei Schwestern wuchs Franz Orgler im Elternhaus in der Unteren Lichtenplatzer Straße auf.
Kurt Orgler war bis zu ihrer Auflösung 1942 Vorsitzender der jüdischen Gemeinde Barmen.

## Sportliche Karriere
Franz Orgler begann seine sportliche Karriere im Alter von 17 Jahren bei Schwarz-Weiß Wuppertal. Im Oktober 1933 wechselte er zum jüdischen Sportverein Hakoah Köln, trainierte aber in Wuppertal weiter. Im hier neu gegründeten Verein Hakoah Wuppertal engagierte sich Orgler später als Trainer und Vorstand.
1933 nahm Orgler als einziger jüdischer Sportler an dem Olympia-Vorbereitungskurs der Deutschen Sportbehörde für Athletik teil. Im Juli 1934 wurde er in die deutsche olympische Kernmannschaft aufgenommen, die sich auf die Olympischen Sommerspiele 1936 in Berlin vorbereitete.
In Köln stellte Orgler am 29. Juli 1934 mit gelaufenen 51,1 s für den Deutschen Kreis des Makkabi-Weltverbandes eine neue Bestleistung auf.
Bei der 2. Makkabiade (2. bis 7. April 1935) im Makkabia-Stadion in Tel Aviv erreichte Orgler den Endlauf über 800 Meter und belegte den zweiten Platz.
Mit der Teilnahme in Tel Aviv bekannte sich Orgler zu seinem jüdischen Glauben. Dass er im Zuge der Machtübernahme der Nationalsozialisten 1933 in „vorauseilendem Gehorsam“ bisher nicht aus den Vereinen ausgeschlossen worden war, erwies sich nun als Nachteil für Orgler: Im nun selbst organisierten und gestalteten Trainingsalltag wurde er fortan von seinen ehemaligen Freunden und Kameraden geschnitten. Trotzdem führte Orgler bis 1937 die deutschen Makkabi-Bestenlisten an und gewann über 400 Meter und 800 Meter mehrfach die Meisterschaft des Deutschen Makkabikreises.
Mit der Verabschiedung der Nürnberger Rassegesetze und der Verschärfung der antisemitischen Politik der NS-Regierung nach dem Ende der Olympischen Spiele 1936 in Berlin setzte in der zweiten Hälfte des Jahres 1936 verstärkt die Flucht deutscher Juden aus Nazi-Deutschland ein. Im Mai 1937 floh Orgler vor den alltäglichen Diskriminierungen nach Schweden und schloss sich dort dem Sportverein in Hörby an.

### Erfolge

#### Makkabiade

##### 800-Meter-Lauf
- 1935: 6. April in Tel Aviv

#### Deutsche Makkabi-Meisterschaften
Die mit der Machtergreifung durch die Nationalsozialisten aus dem normalen Sportbetrieb ausgeschlossenen Makkabi-Vereine mussten ab 1933 separate Meisterschaften organisieren.

##### 400-Meter-Lauf
- 1934: 53,9 s, am 6. September in Berlin-Grunewald
- 1935: 52,4 s, am 18. August in Leipzig
- 1936: 52,7 s, am 6. September in Berlin-Grunewald
- 1937: 54,9 s, am 8. August in Berlin-Grunewald

##### 800-Meter-Lauf
- 1934: 2:05,6 min, am 6. September in Berlin-Grunewald
- 1935: 2:04,9 min, am 18. August in Leipzig
- 1936: 2:04,8 min, am 6. September in Berlin-Grunewald
- 1937: 2:04,3 min, am 8. August in Berlin-Grunewald[7]

#### Deutsche Jugendmeisterschaften
- 1933: 400-Meter-Lauf
- 1933: 800-Meter-Lauf

#### Auszeichnungen
- Goldene Nadel der Deutschen Sportbehörde für Athletik (1933)

## Sonstiges
Orgler hatte eine Ausbildung in der Wuppertaler Textilindustrie absolviert.
1947 erhielt Orgler nach zehn Jahren dauerhaftem Aufenthalt die schwedische Staatsbürgerschaft; seitdem nannte er sich „Frans Orgler“. Er war 56 Jahre mit seiner aus Nordschweden stammenden Frau Olga Konstance (1918–2008) verheiratet.
Frans Orgler starb am 13. Januar 2015 in der südschwedischen Gemeinde Båstad und wurde auf dem Båstads Nya Begravningsplats (Block U, Grab BNB 346) begraben.